# 古館村
古館村（ふるだてむら）は、昭和30年（1955年）まで岩手県紫波郡にあった村。現在の紫波町高水寺・陣ヶ岡・中島・二日町にあたる。

## 沿革
- 明治22年（1889年）4月1日 - 町村制施行にともない、高水寺村の一部（残部は徳田村になった）・陣ヶ岡村・中島村・二日町新田村の計4か村が合併して古館村が発足。村名はかつて斯波氏の居城・高水寺城があったことにちなむ。
- 昭和30年（1955年）4月1日 - 日詰町・赤石村・赤沢村・佐比内村・志和村・長岡村・彦部村・水分村と合併し、紫波町となる。

## 行政

### 歴代村長
| 代 | 氏名       | 就任                       | 退任                       | 備考 |
| -- | ---------- | -------------------------- | -------------------------- | ---- |
| 1  | 戸塚政茂   | 明治22年（1889年）4月1日   | 明治30年（1897年）5月9日   |      |
| 2  | 高橋孫兵衛 | 明治30年（1897年）5月10日  | 明治35年（1902年）10月25日 |      |
| 3  | 根子源次郎 | 明治35年（1902年）10月26日 | 明治38年（1905年）9月15日  |      |
| 4  | 秋篠文八   | 明治38年（1905年）9月16日  | 明治39年（1906年）3月29日  |      |
| 5  | 水本仁蔵   | 明治39年（1906年）3月30日  | 大正5年（1916年）2月20日   |      |
| 6  | 高橋浩三   | 大正5年（1916年）7月27日   | 大正8年（1919年）1月20日   |      |
| 7  | 横沢徳四郎 | 大正8年（1919年）1月29日   | 大正8年（1919年）11月15日  |      |
| 8  | 高橋浩三   | 大正8年（1919年）11月16日  | 大正10年（1921年）6月2日   | 再任 |
| 9  | 加藤正春   | 大正10年（1921年）6月3日   | 大正13年（1924年）4月25日  |      |
| 10 | 高橋浩三   | 大正13年（1924年）4月26日  | 昭和2年（1927年）4月20日   | 三任 |
| 11 | 関正浩     | 昭和2年（1927年）4月21日   | 昭和10年（1935年）4月19日  |      |
| 12 | 高橋文三郎 | 昭和10年（1935年）4月20日  | 昭和14年（1939年）8月1日   |      |
| 13 | 猪原敬蔵   | 昭和14年（1939年）8月2日   | 昭和18年（1943年）8月1日   |      |
| 14 | 横沢季吉   | 昭和18年（1943年）8月2日   | 昭和22年（1947年）4月4日   |      |
| 15 | 小川泰雄   | 昭和22年（1947年）4月5日   | 昭和29年（1954年）3月24日  |      |
| 16 | 瀬川巌雄   | 昭和29年（1954年）3月25日  | 昭和30年（1955年）3月31日  |      |

## 交通

### 鉄道
- 国鉄東北本線：古館駅